# Maximiliano Martínez
Maximiliano Martínez es un futbolista  argentino que se desempeña como defensor central o lateral izquierdo en Mitre (SdE), de la Primera Nacional.

## Trayectoria
Debutó en 2010 con San Martín de Tucumán. Luego pasó a Atlético Concepción de Río Salí y en 2013 regresó al Santo tucumano. En el año 2015 fichó para jugar una temporada en All Boys.

## Estadísticas

### Clubes
| Club                          | Div.          | Temporada     | Liga  | Liga  | Liga   | Copas nacionales | Copas nacionales | Copas nacionales | Torneos internacionales | Torneos internacionales | Torneos internacionales | Total | Total | Total  |
| Club                          | Div.          | Temporada     | Part. | Goles | Asist. | Part.            | Goles            | Asist.           | Part.                   | Goles                   | Asist.                  | Part. | Goles | Asist. |
| ----------------------------- | ------------- | ------------- | ----- | ----- | ------ | ---------------- | ---------------- | ---------------- | ----------------------- | ----------------------- | ----------------------- | ----- | ----- | ------ |
| San Martín (T) Argentina      | 2.ª           | 2010-11       | 2     | —     | —      | —                | —                | —                | Inaccesibles            | Inaccesibles            | Inaccesibles            | 2     | 0     | 0      |
| San Martín (T) Argentina      | 3.ª           | 2011-12       | 5     | —     | —      | —                | —                | —                | Inaccesibles            | Inaccesibles            | Inaccesibles            | 5     | 0     | 0      |
| San Martín (T) Argentina      | 3.ª           | 2013-14       | 19    | —     | —      | 1                | —                | —                | Inaccesibles            | Inaccesibles            | Inaccesibles            | 20    | 0     | 0      |
| San Martín (T) Argentina      | 3.ª           | 2014          | 12    | —     | —      | 2                | —                | —                | Inaccesibles            | Inaccesibles            | Inaccesibles            | 14    | 0     | 0      |
| San Martín (T) Argentina      | 2.ª           | 2017-18       | 21    | —     | —      | 1                | —                | —                | Inaccesibles            | Inaccesibles            | Inaccesibles            | 22    | 0     | 0      |
| San Martín (T) Argentina      | 1.ª           | 2018-19       | 14    | —     | —      | 2                | —                | —                | —                       | —                       | —                       | 16    | 0     | 0      |
| San Martín (T) Argentina      | 2.ª           | 2019-20       | 8     | —     | —      | —                | —                | —                | Inaccesibles            | Inaccesibles            | Inaccesibles            | 8     | 0     | 0      |
| San Martín (T) Argentina      | 2.ª           | 2021          | 17    | —     | —      | —                | —                | —                | Inaccesibles            | Inaccesibles            | Inaccesibles            | 17    | 0     | 0      |
| San Martín (T) Argentina      | Total club    | Total club    | 98    | 0     | 0      | 6                | 0                | 0                | 0                       | 0                       | 0                       | 104   | 0     | 0      |
| Atlético Concepción Argentina | 4.ª           | 2012-13       | 20    | 1     | —      | —                | —                | —                | Inaccesibles            | Inaccesibles            | Inaccesibles            | 20    | 1     | 0      |
| Atlético Concepción Argentina | Total club    | Total club    | 20    | 1     | 0      | 0                | 0                | 0                | 0                       | 0                       | 0                       | 20    | 1     | 0      |
| All Boys Argentina            | 2.ª           | 2015          | 33    | 1     | —      | 2                | —                | —                | Inaccesibles            | Inaccesibles            | Inaccesibles            | 35    | 1     | 0      |
| All Boys Argentina            | 2.ª           | 2016          | 18    | —     | —      | —                | —                | —                | Inaccesibles            | Inaccesibles            | Inaccesibles            | 18    | 0     | 0      |
| All Boys Argentina            | 2.ª           | 2016-17       | 18    | —     | —      | 1                | —                | —                | Inaccesibles            | Inaccesibles            | Inaccesibles            | 19    | 0     | 0      |
| All Boys Argentina            | Total club    | Total club    | 69    | 1     | 0      | 3                | 0                | 0                | 0                       | 0                       | 0                       | 72    | 1     | 0      |
| San Martín (SJ) Argentina     | 2.ª           | 2019-20       | —     | —     | —      | —                | —                | —                | Inaccesibles            | Inaccesibles            | Inaccesibles            | 0     | 0     | 0      |
| San Martín (SJ) Argentina     | Total club    | Total club    | 0     | 0     | 0      | 0                | 0                | 0                | 0                       | 0                       | 0                       | 0     | 0     | 0      |
| Mitre (SdE) Argentina         | 2.ª           | 2022          | 0     | 0     | 0      | 0                | 0                | 0                | Inaccesibles            | Inaccesibles            | Inaccesibles            | 0     | 0     | 0      |
| Mitre (SdE) Argentina         | Total club    | Total club    | 0     | 0     | 0      | 0                | 0                | 0                | 0                       | 0                       | 0                       | 0     | 0     | 0      |
| Total carrera                 | Total carrera | Total carrera | 187   | 2     | 0      | 9                | 0                | 0                | 0                       | 0                       | 0                       | 196   | 2     | 0      |

## Palmarés

### Torneos nacionales
| Título                     | Club                  | País      | Año     |
| -------------------------- | --------------------- | --------- | ------- |
| Ascenso a Primera División | San Martín de Tucumán | Argentina | 2017-18 |